# مایکل جی ویست سوم
مایکل جی ویست سوم (۲۶ ژوئیه ۱۹۹۶) دی‌جی و تهیه‌کننده موسیقی و بازیگر آمریکایی است. اولین و مهم‌ترین نقش او بازی در فیلم مستند آرواره‌ها محصول ۲۰۱۹ است.
ویست از ۱۴ مارس ۲۰۱۶ عضو آکادمی ملی علوم و هنرهای ضبط است.
در سن ۱۶ سالگی، مایکل ویست دی جی خصوصی گروه راک برنده گرمی کینگز آو لئون بود و در برنامه‌های خصوصی و تورها به اجرا می‌پرداخت. ویست در طول سال دوم تحصیل در دانشگاه درس را رها کرد و به لس آنجلس رفت تا در صنعت سرگرمی فعالیت کند.
او در فیلم آواره‌ها در سال ۲۰۱۹ بازی کرد. اولین بار این فیلم در اوت ۲۰۱۹ در جشنواره فیلم ساندنس به نمایش درآمد.